# Corbera
|  | Per a altres significats, vegeu «Corbera (desambiguació)». |

Corbera és un municipi del País Valencià situat a la comarca de la Ribera Baixa.

## Geografia
El nucli urbà està situat a la banda dreta del Xúquer, a les faldes del vessant nord de la serra de Corbera. La part sud del terme és molt muntanyenca i té la seua màxima altitud al cim del Cavall Bernat (584 msnm), que constituïx un vèrtex geodèsic de segon ordre. Per contra, el sector nord és pla, llevat de l'anomenada Muntanyeta de Sant Miquel (66 m), on va haver-hi un monestir del qual hui són visibles algunes ruïnes. Als peus del tossal naix una font que rega part de l'horta del terme. Del marge dret del Xúquer ix la séquia dels Quatre Pobles, que abastix Corbera, Riola, Fortaleny i Polinyà. Dintre del terme naix el rierol de Corbera.
El topònim major significa niu de corb. Els primers indicis de poblament es remunten a èpoques prehistòriques, com ho testimonien les troballes fetes a la cova dels Gats, el Puntal de l'Agüela, la cova de les Ratetes, la muntanya de Carles o el Poblat del Castell.

### Límits
El terme municipal de Corbera limita amb els de Cullera, Fortaleny, Llaurí, Polinyà de Xúquer, Benicull de Xúquer, i Riola (a la mateixa comarca); i amb Alzira (a la Ribera Alta).

### Accés
Des de València, s'arriba a esta localitat per la A-38, per a enllaçar amb la CV-509 i després amb la CV-510.

## Història
L'origen de l'actual municipi és romà; sobre el seu castell els musulmans construïren el seu, que en l'època musulmana i en la baixa edat mitjana tingué influència sobre un gran territori que anava des de la ribera del Xúquer i la serra de Corbera fins a Alzira i Cullera, abastant els termes dels actuals Favara, Llaurí, Polinyà de Xúquer, Riola i Fortaleny, i una sèrie de nuclis desapareguts, dels quals queden els noms d'algunes partides dels distints termes municipals actuals, com ara Nacla, Alcudiola, Llíber, Montsalvà, Matada, Benihomer, Beniboquer...
Jaume I, després de conquistar-la a Al-Azraq, va incorporar-la a la corona el 1248 i va atorgar-li donacions i franquícies de terres i cases al voltant del castell, donat a Ramon de Rocafull; successivament passà a propietat de Pere el Gran, fill de Jaume I (1263); de Joan d'Aragó i d'Anjou, fill de Jaume II el Just; de l'infant Joan, arquebisbe de Toledo (1322); de l'abat de la Valldigna (1330); a Pere de Xèrica, per donació de Pere II (1349); a Raimon Berenguer; als Terranova i als Carròs de Vilaragut; el 1418 fou incorporada a la corona com a cap d'una jurisdicció (L'Honor de Corbera), que incloïa Fortaleny, Riola i Polinyà de la Ribera, que s'independitzaren el 1839; de 1519 a 1523 –revolta de les Germanies– el senyor d'aleshores, Joan Borja i Enríquez, duc de Gandia, va fer front, ajudat pel lloctinent de València, Diego Hurtado de Mendoza, a les tropes de Joan Caro, capità dels agermanats i, una vegada acabada la contesa, va reconstruir el castell.
L'any 1536 s'independitzà de la parròquia de Riola i fou erigida en rectoria de moriscs (Sant Cristòfol) amb l'annex de Polinyà; el 1596 el cardenal de València, Joan de Ribera, ordenà construir-hi el primer temple cristià; l'expulsió morisca, en setembre de 1609, com a la resta de la Ribera i del país, va afectar greument l'economia i la demografia de Corbera; el 1885 va sofrir l'epidèmia de còlera.

## Demografia
| 1990  | 1992  | 1994  | 1996  | 1998  | 2000  | 2002  | 2004  | 2005  | 2007  | 2008  |
| ----- | ----- | ----- | ----- | ----- | ----- | ----- | ----- | ----- | ----- | ----- |
| 3.255 | 3.141 | 3.195 | 3.148 | 3.099 | 3.068 | 3.039 | 3.057 | 3.077 | 3.249 | 3.500 |

## Economia
El poble encara té l'agricultura com a principal font d'ingressos. Amb aproximadament 1.300 hectàrees de regadiu, distribuïdes en tarongers principalment (977 Ha) i de manera testimonial, arròs (290 Ha). La indústria està estretament relacionada amb el comerç de la producció agrària, amb una dotzena de magatzems de fruita, mitja dotzena d'hivernacles de flor, trilladores i eixugadores d'arròs, i empreses relacionades amb la producció de plàstic, a més d'empreses dedicades als materials de construcció i fusteries. Cal destacar el polígon industrial "El Racó", que té una superfície de 226.876 m².

## Política i govern

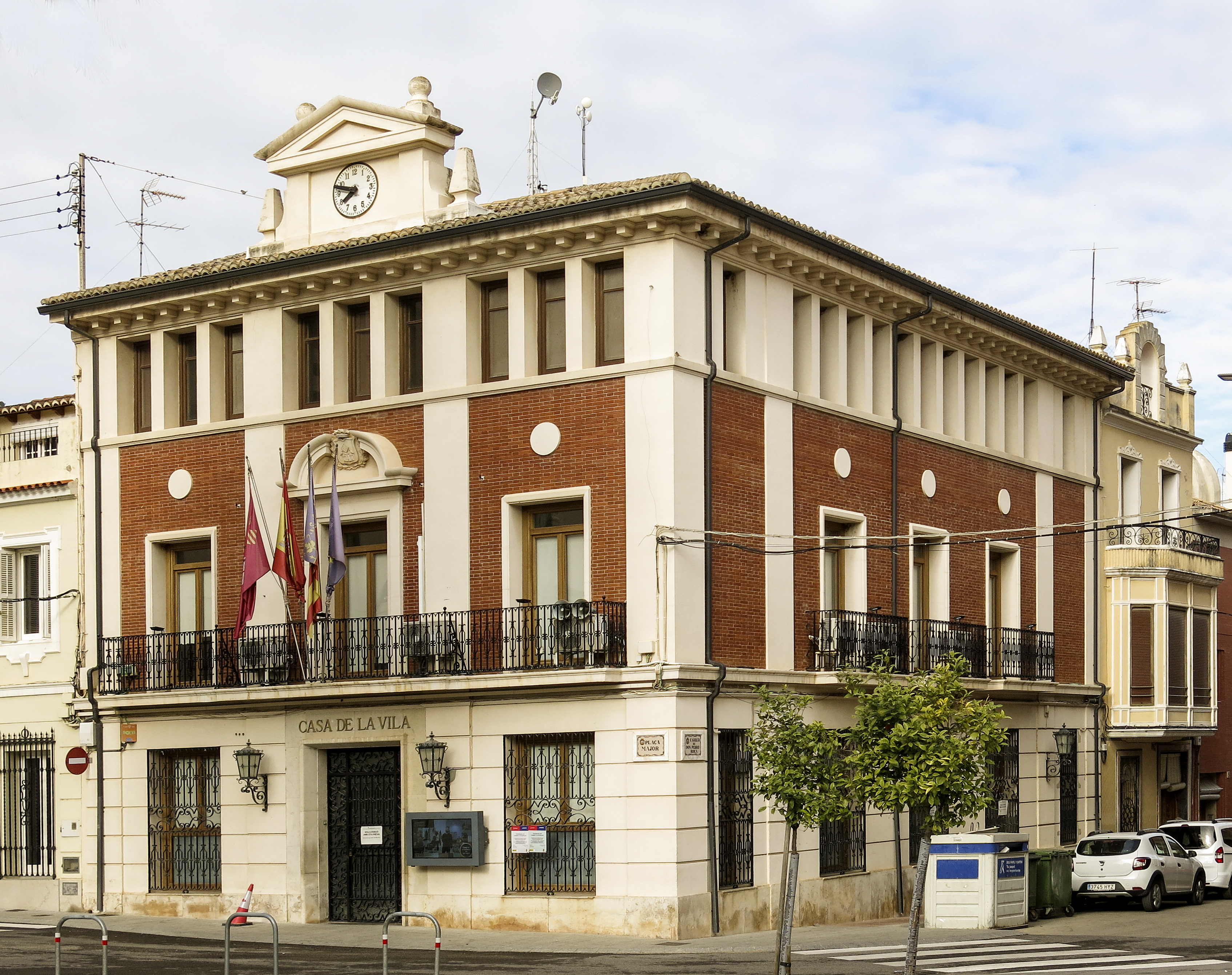
Ajuntament de Corbera

### Composició de la Corporació Municipal
El Ple de l'Ajuntament està format per 11 regidors. En les eleccions municipals de 26 de maig de 2019 foren elegits 6 regidors de Compromís por Corbera (Compromís), 4 del Partit Popular (PP) i 1 del Partit Socialista del País Valencià (PSPV-PSOE).
| Eleccions municipals de 26 de maig de 2019 - Corbera                                                                          |                                          |                                     |                                     |        |          |          |
| Candidatura | Candidatura                              | Candidatura                         | Cap de llista                       | Vots   | Vots     | Regidors |
| | Compromís per Corbera                    |                                     | Vicent Marrades Esparza             | 978    | 54,52%   | 6 (-1)   |
| | Partit Popular                           |                                     | Vicente Pastor Palomares            | 610    | 34,00%   | 4 (+1)   |
| | Partit Socialista del País Valencià-PSOE |                                     | Josué Palomares Martí               | 187    | 10,42%   | 1 ()     |
| | Vots en blanc                            |                                     |                                     | 19     | 1,06%    |          |
| Total vots vàlids i regidors                                                                                                  | Total vots vàlids i regidors             | Total vots vàlids i regidors        | Total vots vàlids i regidors        | 1.794  | 100 %    | 11       |
| | Vots nuls                                | Vots nuls                           | Vots nuls                           | 26     | 1,43%    |          |
| Participació (vots vàlids més nuls)                                                                                           | Participació (vots vàlids més nuls)      | Participació (vots vàlids més nuls) | Participació (vots vàlids més nuls) | 1.820  | 75,27%** |          |
| Abstenció | Abstenció                                | Abstenció                           | Abstenció                           | 598*   | 24,73%** |          |
| Total cens electoral | Total cens electoral                     | Total cens electoral                | Total cens electoral                | 2.418* | 100 %**  |          |
| Alcalde: Vicent Marrades Esparza (Compromís) (15/06/2019) Per majoria absoluta dels vots dels regidors (6 vots de Compromís)  |                                          |                                     |                                     |        |          |          |
| Fonts: JEC, JEZ Alzira. M. Interior, Periòdic Ara. (* No són vots sinó electors. ** Percentatge respecte del cens electoral.) |                                          |                                     |                                     |        |          |          |

### Alcaldes
Des de 2019 l'alcalde de Corbera és Vicent Marrades Esparza de Compromís.
| Període                       | Alcalde o alcaldessa          | Partit polític | Data de possessió | Observacions |
| ----------------------------- | ----------------------------- | -------------- | ----------------- | ------------ |
| 1979–1983                     | Bernardo Caballero Gregori    | PSPV-PSOE      | 19/04/1979        | --           |
| 1983–1987                     | José Francisco Peris Almiñana | PSPV-PSOE      | 28/05/1983        | --           |
| 1987–1991                     | José Francisco Peris Almiñana | PSPV-PSOE      | 30/06/1987        | --           |
| 1991–1995                     | Pasqual Ureña Gomis           | UPV            | 15/06/1991        | --           |
| 1995–1999                     | Francisco Jiménez Perpiñá     | PP             | 17/06/1995        | --           |
| 1999–2003                     | Francisco Jiménez Perpiñá     | PP             | 03/07/1999        | --           |
| 2003–2007                     | Leopoldo Hernan Tornero       | PP             | 14/06/2003        | --           |
| 2007–2011                     | Leopoldo Hernan Tornero       | PP             | 16/06/2007        | --           |
| 2011–2015                     | Jordi Xavier Vicedo Jiménez   | Bloc-Compromís | 11/06/2011        | --           |
| 2015–2019                     | Jordi Xavier Vicedo Jiménez   | Bloc-Compromís | 13/06/2015        | --           |
| 2019-2023                     | Vicent Marrades Esparza       | Compromís      | 15/06/2019        | --           |
| Des de 2023                   | n/d                           | n/d            | 17/06/2023        | --           |
| Fonts: Generalitat Valenciana |                               |                |                   |              |

## Monuments
Al poble es poden trobar encara moltes cases modernistes, reminiscències d'una època, els començaments del segle passat, que va ser la de major esplendor econòmica a causa de la taronja, que també deixà moltes masies arreu del terme, de les quals encara es conserven un bon grapat.
La resta del patrimoni es concreta en:
- Església dels sants Vicents. Construïda en el segle xvii, destruïda en la Guerra Civil (1936-1939) i tornada a alçar entre 1940 i 1953. Conserva la imatge gòtica de la Marededeu del Castell.
- Ermita de sant Miquel. Del segle xiii, està situada en el tossal del mateix nom i amb l'afegit d'una torre àrab.
- Ermita del Santíssim Crist.
- Castell. Manté el seu impressionant aspecte, encara que està en estat de ruïna.
- Forn del Rei, del segle xiv.

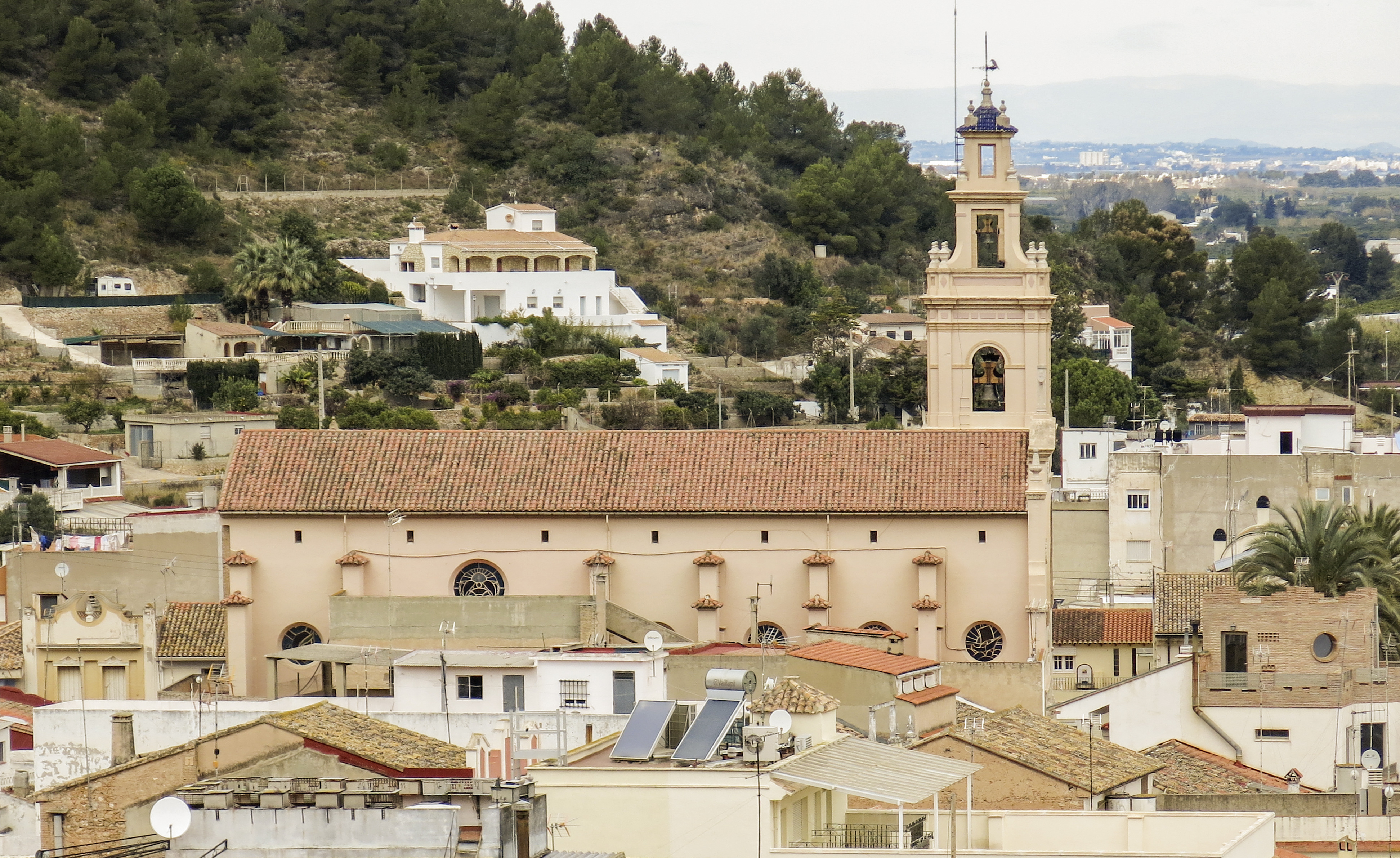
Església dels sants Vicents
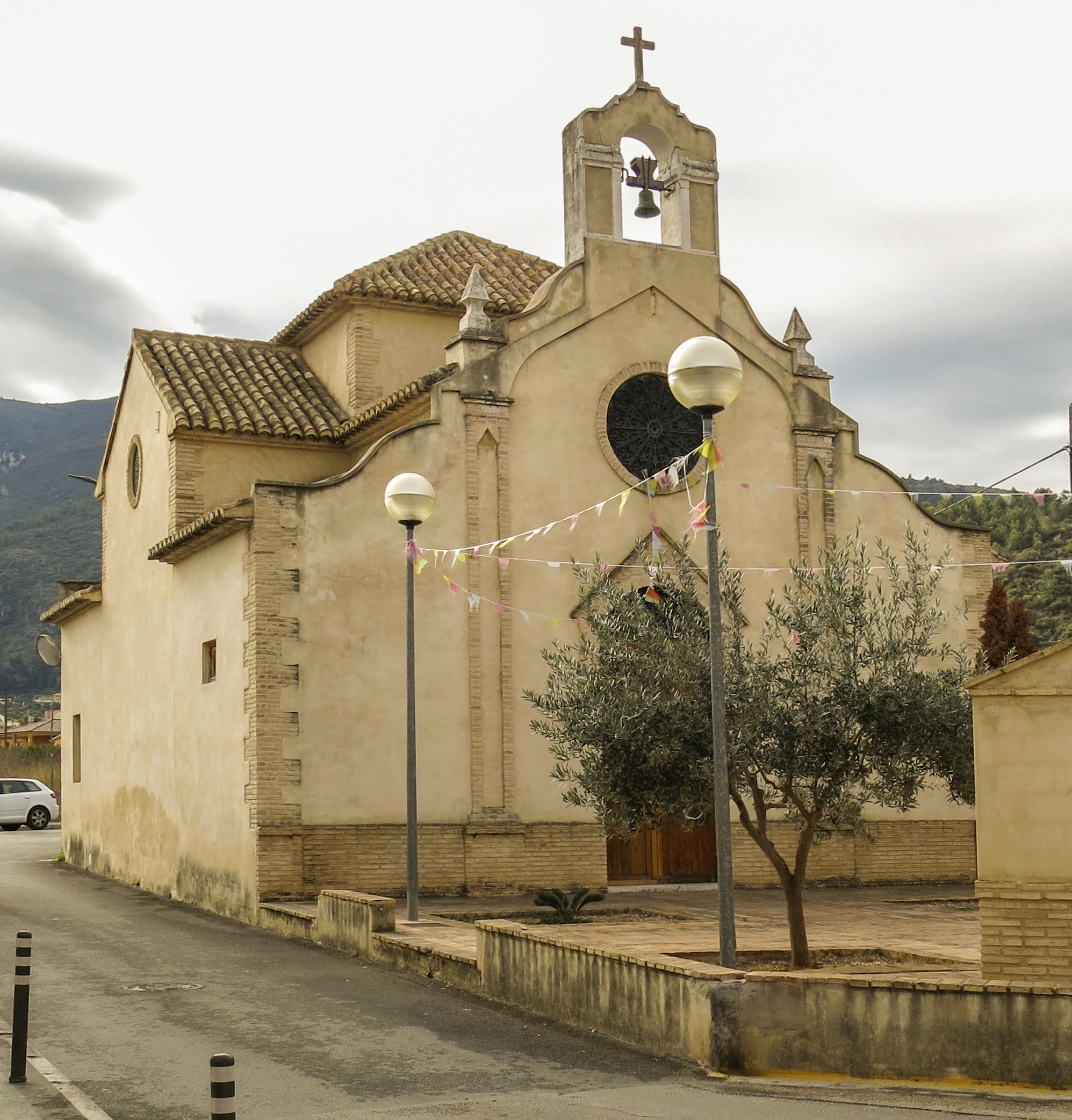
Ermita del Santíssim Crist

## Festes locals
- Festes Patronals. Del 20 al 23 de gener, en honor de Sant Vicent Màrtir i Sant Vicent Ferrer, patrons de Corbera.
- Festes Majors. De l'1 al 9 de setembre, en honor de la Verge del Castell.

## Persones rellevants
| A    | Nom i cognoms | Ocupació | Ω    |
| ---- | ------------- | -------- | ---- |
| 1954 | Enric Banyuls | artiste  | 2018 |
| 1984 | Belén Franch  | física   |      |

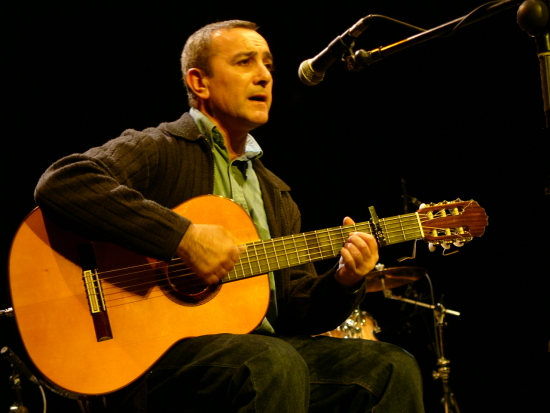
Enric Banyuls (1954-2018)